# The Final Countdown
| 전문가 평가                          | 전문가 평가 |
| 평가 점수                            | 평가 점수   |
| 출처                                 | 점수        |
| ------------------------------------ | ----------- |
| AllMusic                             | [ 5 ]       |
| The Collector's Guide to Heavy Metal | 6/10        |
| Kerrang!                             | [ 7 ]       |

《The Final Countdown》은 스웨덴의 하드 록 밴드 유럽의 세 번째 스튜디오 음반이다. 1986년 5월 30일, 에픽 레코드를 통해 발매된 이 음반은 미국 빌보드 200 차트에서 8위로 정점을 찍고 전 세계 차트에서 높은 위치에 오르며 상업적으로 성공했다. 취리히의 파워플레이 스튜디오, 스톡홀름의 사운드트레이드 스튜디오, 애틀랜타의 마스터사운드 스튜디오, 버클리의 판타지 스튜디오에서 녹음되었다. 믹 미카엘리와 이안 하우글랜드가 처음으로 참여한 음반이자 2004년의 《Start from the Dark》까지 욘 노럼이 마지막으로 참여한 음반이다.
다섯 개의 싱글들이 음반 〈The Final Countdown〉, 〈Love Chaser〉, 〈Rock the Night〉, 〈Carrie〉, 그리고 〈Cherokee〉에서 발매되었다. 첫 번째 싱글은 유럽을 주류의 인기로 이끄는 역할을 했다.

## 구성 및 녹음
〈Rock the Night〉와 〈Ninja〉는 이 음반을 위해 쓰여진 첫 번째 곡이었고, 1984년 밴드의 《Wings of Tomorrow》 투어에서 초연되었다. 〈Rock the Night〉는 1985년 스웨덴에서 싱글로 발매되어 차트 4위에 정점을 찍었고, 같은 해 스웨덴 영화 《온 더 루즈》의 사운드트랙 EP에도 수록되어 〈On the Loose〉와 〈Broken Dreams〉 노래와 함께 등장했다. 〈Rock the Night〉와 〈On the Loose〉는 모두 약간 다른 가사로 〈Ninja〉와 함께 《The Final Countdown》에 포함되기 위해 재녹음되었다.
《On the Loose》와 〈Rock the Night〉의 전국적인 성공으로, 유럽은 1985년 신곡 〈Danger on the Track〉, 〈Love Chaser〉, 파워 발라드 〈Carrie〉가 세트 리스트에 포함되어 음반을 위해 녹음할 준비가 된 스웨덴 주변의 새로운 투어를 시작했다. 〈Carrie〉는 잼 세션 동안 템페스트와 키보디스트인 믹 미카엘리가 공동 작사, 작곡했다. 이 곡의 초기 버전은 키보드와 보컬로만 구성되어 1985년 투어에서 그렇게 공연되었지만, 음반 버전에는 밴드 전체가 포함되었다.

## 곡 목록
모든 곡들은 특별한 언급이 없는 한 조이 템페스트에 의해 작사/작곡하였다.
| #  | 제목                    | 작사·작곡   | 재생 시간 |
| -- | ----------------------- | ----------- | --------- |
| 1. | 〈The Final Countdown〉 |             | 5:11      |
| 2. | 〈Rock the Night〉      |             | 4:03      |
| 3. | 〈Carrie〉              | 믹 미카엘리 | 4:30      |
| 4. | 〈Danger on the Track〉 |             | 3:45      |
| 5. | 〈Ninja〉               |             | 3:46      |

| #   | 제목               | 재생 시간 |
| --- | ------------------ | --------- |
| 6.  | 〈Cherokee〉       | 4:13      |
| 7.  | 〈Time Has Come〉  | 4:00      |
| 8.  | 〈Heart of Stone〉 | 3:46      |
| 9.  | 〈On the Loose〉   | 3:08      |
| 10. | 〈Love Chaser〉    | 3:27      |

## 인증
| 국가                                                                                         | 인증        | 판매량/출하량 |
| -------------------------------------------------------------------------------------------- | ----------- | ------------- |
| 오스트레일리아 (ARIA)                                                                        | 2× 플래티넘 | 140,000^      |
| 캐나다 (뮤직 캐나다)                                                                         | 2× 플래티넘 | 200,000^      |
| 핀란드 (Musiikkituottajat)                                                                   | 플래티넘    | 71,707        |
| 프랑스 (SNEP)                                                                                | 2× 골드     | 200,000*      |
| 독일 (BVMI)                                                                                  | 골드        | 250,000^      |
| 그리스 (IFPI 그리스)                                                                         | 골드        | 50,000^       |
| 이탈리아 (FIMI) sales since 2009                                                             | 골드        | 25,000        |
| 일본                                                                                         | —           | 307,500       |
| 네덜란드 (NVPI)                                                                              | 골드        | 50,000^       |
| 뉴질랜드 (RMNZ)                                                                              | 골드        | 7,500^        |
| 노르웨이 (IFPI 노르웨이)                                                                     | 플래티넘    | 100,000       |
| 포르투갈 (AFP)                                                                               | 골드        | 20,000^       |
| 스페인 (PROMUSICAE)                                                                          | 4× 플래티넘 | 400,000^      |
| 스웨덴 (GLF)                                                                                 | 플래티넘    | 100,000^      |
| 스위스 (IFPI 스위스)                                                                         | 플래티넘    | 50,000^       |
| 영국 (BPI)                                                                                   | 골드        | 100,000^      |
| 미국 (RIAA)                                                                                  | 3× 플래티넘 | 3,000,000^    |
| *판매량을 기반으로 한 인증 · ^출하량을 기반으로 한 인증 · 판매량+스트리밍을 기반으로 한 인증 |             |               |